# Bonnie Bramlett
Bonnie Bramlett (Bonnie Lynn O'Farrell, 8 de noviembre de 1944 en Granite City, Illinois) es una cantante estadounidense y actriz ocasional conocida por sus voces distintivas en el rock y el pop. Comenzó como vocalista de blues y de R&B junto a su esposo, Delaney Bramlett, como Delaney & Bonnie, para continuar con su carrera como solista.
Bonnie y Delaney Bramlett tuvieron pequeños papeles en la película de 1971 Vanishing Point y en Catch My Soul de 1974. Bonnie también actuó como invitada en un episodio de la serie de televisión Fame en 1986 y en la película de 1991 The Doors, interpretando a una camarera. También apareció en la película de Andrew Davis The Guardian (2006), protagonizada por Kevin Costner y Ashton Kutcher.
En 2002, Bramlett regresó a sus raíces musicales lanzando el álbum I'm Still the Same. En 2006 fue vocalista de respaldo para el artista de rock sureño Shooter Jennings en su álbum Electric Rodeo. Bonnie se negó a acompañarlo en su siguiente gira.

## Discografía

### Delaney & Bonnie
- Home (Stax, 1969)
- Accept No Substitute (Elektra, 1969)
- On Tour with Eric Clapton (Atco, 1970)
- To Bonnie from Delaney (Atco, 1970)
- Genesis (GNP Crescendo, 1971)
- Motel Shot (Atco, 1971)
- Country Life (Atco, 1972)
- D&B Together (Columbia, 1972)
- The Best of Delaney & Bonnie (Atco, 1972)

### Bonnie Bramlett
- Sweet Bonnie Bramlett (Columbia, 1973)
- It's Time (Capricorn, 1975)
- Lady's Choice (Capricorn, 1976)
- Memories (Capricorn, 1978)
- Step by Step (Refuge/Benson, 1981)
- I'm Still the Same (Audium/Koch, 2002)
- It's Time/Lady's Choice (Raven, 2004)
- Roots, Blues & Jazz (Zoho, 2006)
- Beautiful (Rockin' Camel, 2008)
- Piece of My Heart: The Best of 1969–1978 (Raven, 2008)
- I Can Laugh About It Now (Music Avenue, 2009)